# آبسرا

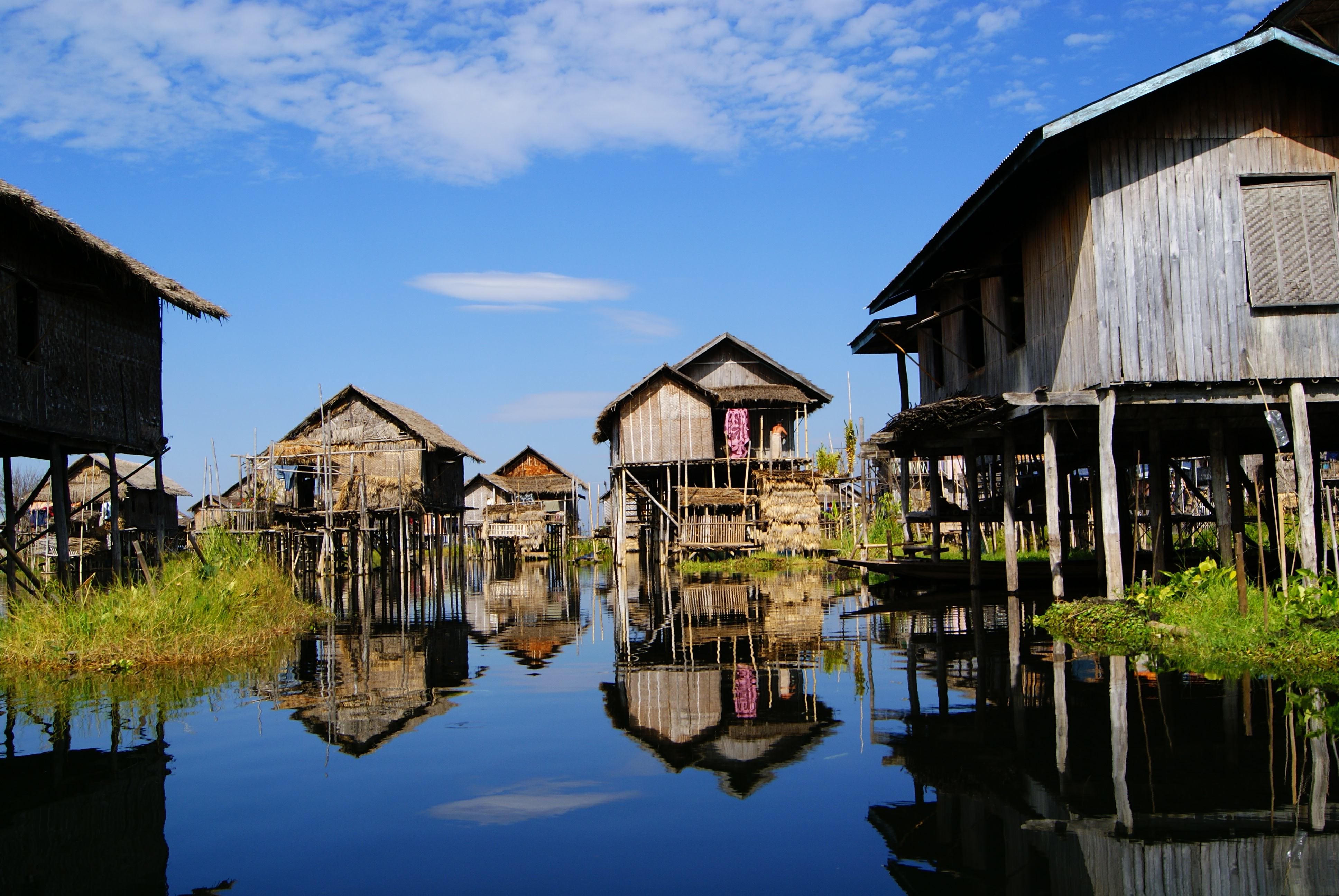
آبسرایی در شهر یان وی

آبسرا(به انگلیسی: Stilt house یا lake dwelling) به خانه یا سرپناهی گفته می‌شود که روی پایه‌های چوبی بر فراز آب دریاچه بنا شده باشد. نمونه‌ای از این گونه خانه‌ها امروزه در کشورهای گینه نو و بورنئو و همچنین، در دهانه رودخانه آمازون به چشم می‌خورد. در درجه اول این گونه خانه‌ها به عنوان محافظت در برار سیل و دور کردن حشرات استفاده می‌شوند. این گونه خانه‌ها، یادگاری از خانه‌های ماقبل تاریخ، به ویژه دوره نوسنگی است. بقایایی از دهکده‌های آبسرایی در سوئیس، شمال ایتالیا، المان و اتریش کشف شده است.

## نگارخانه

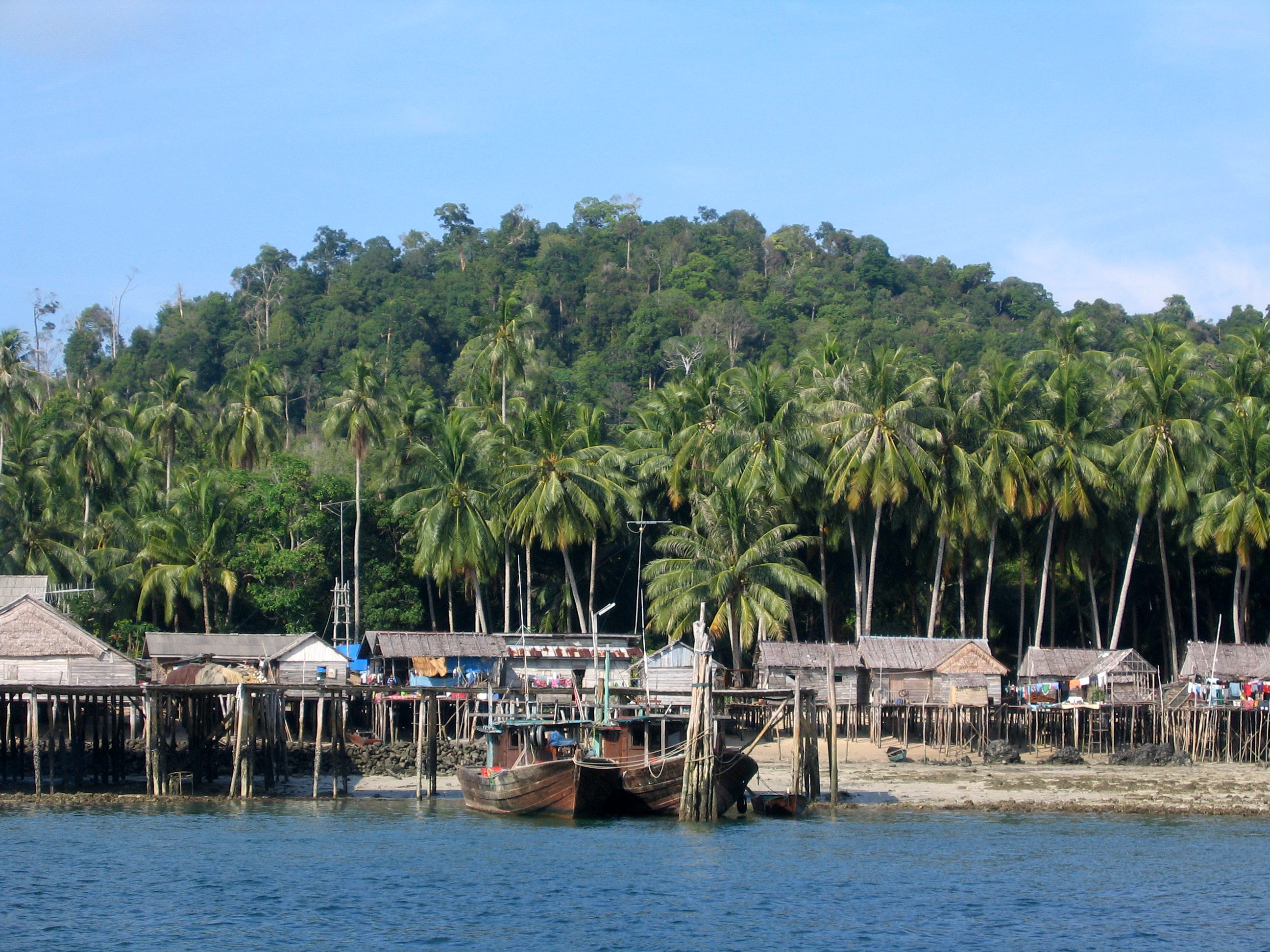
خانه‌های آبسرا در تامپا، واقع در جزایر Lingga اندونزی
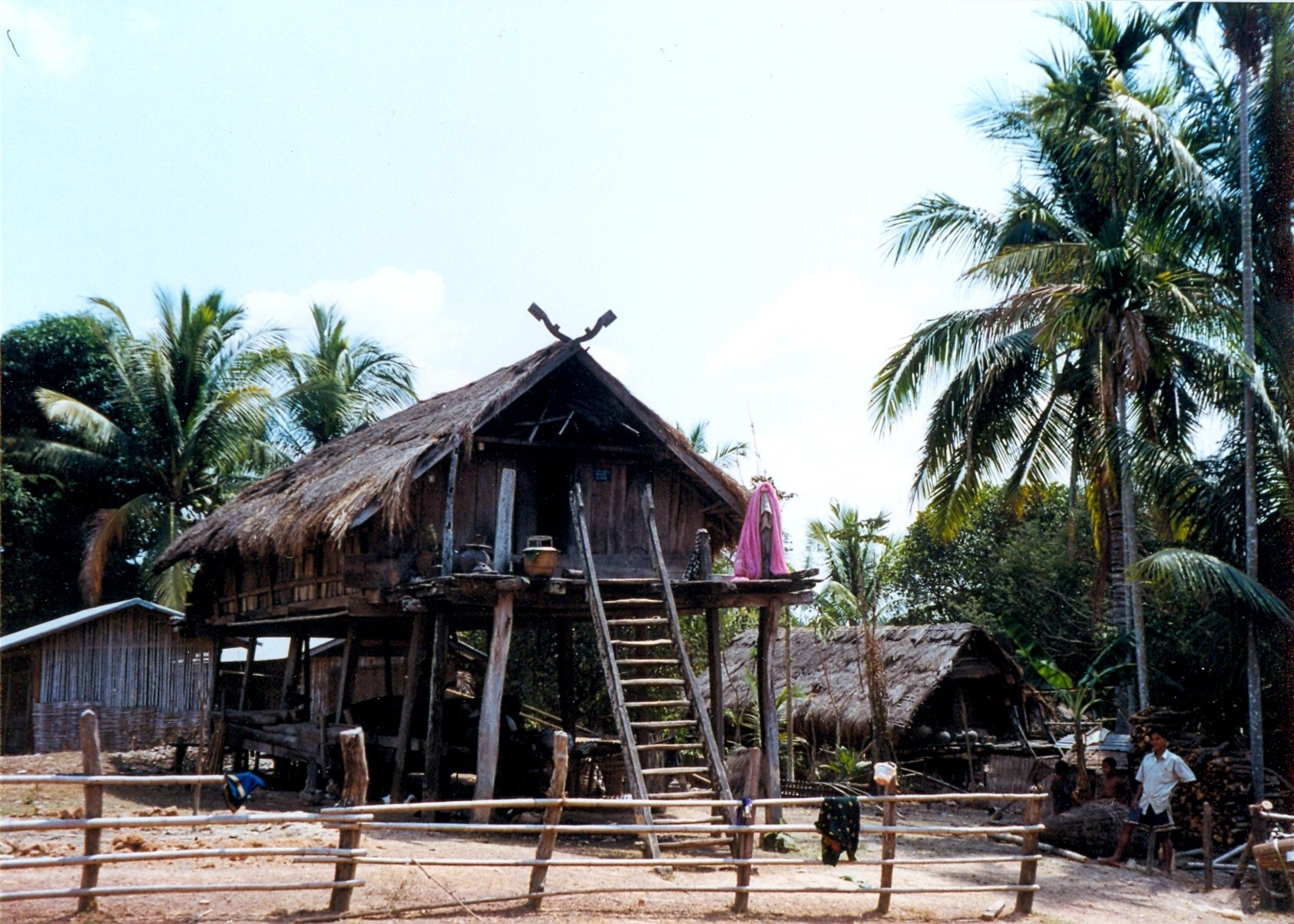
نمونه‌ای در جنوب لائوس
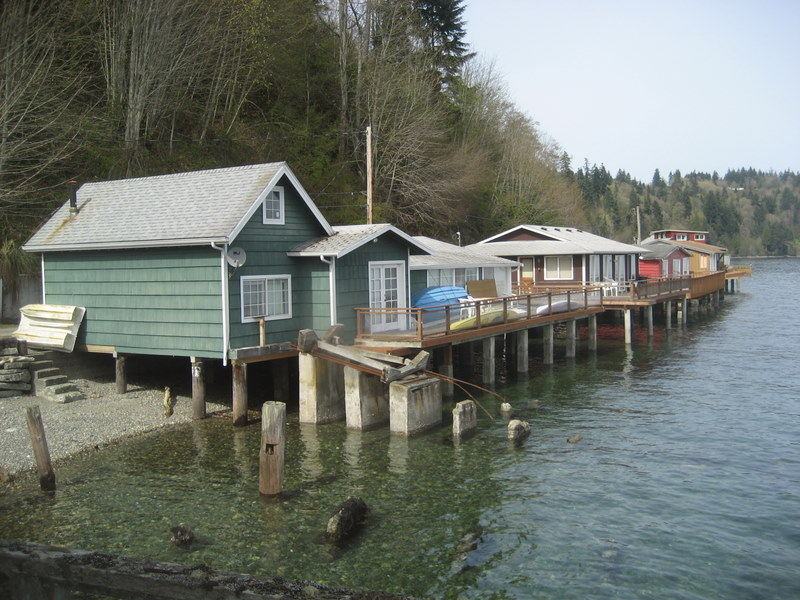
خانه‌های آبسرا در واشنگتن، ایالات متحده
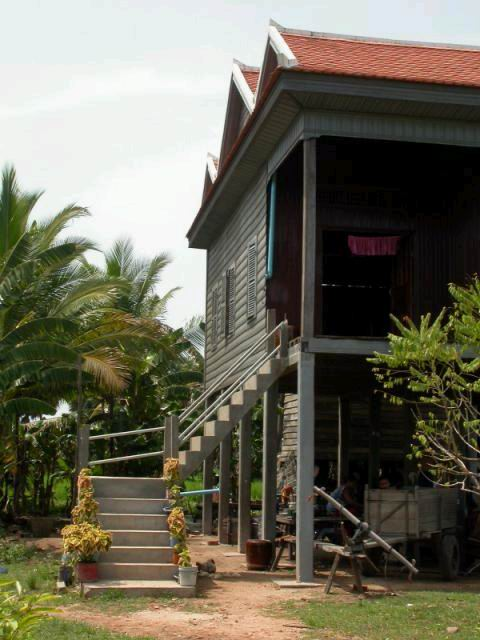
نمونه دیگری در روستایی در کامبوج